# چلوپک
چلوپک (به بلغاری: Chelopek) یک منطقهٔ مسکونی در بلغارستان است که در استان وراتسا واقع شده‌است.
 چلوپک  ۵۵۰ نفر جمعیت دارد و ۴۶۹ متر بالاتر از سطح دریا واقع شده‌است.